# GO!GO!アトム
- 鉄腕アトム > GO!GO!アトム
- プリスクタイム > GO!GO!アトム

『GO！GO！アトム』（ゴー！ゴー！アトム、原題：GO ASTRO BOY GO!）は、手塚治虫原作の漫画『鉄腕アトム』のテレビアニメ作品。
日本向けローカライズ版は2019年10月3日から2020年10月1日までテレビ東京系列の「プリスクタイム」枠にて放送された。

## 概要
鉄腕アトムのテレビアニメシリーズとしては、初めて未就学児・低学年（プリスクール）を明確にターゲットとした作品となる。本作においては、地球環境を学ぶことも主軸としている。
アニメ制作はフランスのアニメ制作会社「Planet Nemo Animation」が担当。
鉄腕アトムシリーズ恒例のバトルシーンは今作にも存在する。

## 登場人物

### メインキャラクター
アトム
声 - 朴璐美
超高性能な、人間同様の心を備えたAIロボット。平時ではTシャツを着用しているが、ミッション時にはそれを脱いだおなじみのスタイルになる。
スズ
声 - 野村真悠華
お茶の水博士の孫娘で、天才な少女。機械に詳しい。祖母(お茶の水博士の妻)似。歌うことが好きだが窓ガラスが割れるほどの音痴。怒らせると怖い。
アトニャン
声 - 沖佳苗
子猫のロボット。アトムと概ね同等の能力を持つが、やんちゃ度が高めでトラブルをしばしば起こす。ヒョウタンツギを追いかけることが好き。またイタズラ好きで「イタズラニャンコ」と呼ばれている。
お茶の水博士（おちゃのみずはかせ）
声 - 多田野曜平
スズのおじいさんでアトムの育ての親。冷静沈着で、よくお茶を飲むことが多い。世話好きな2人の姉がいる。蜘蛛が苦手。
ブラント博士（ブラントはかせ）
声 - 前田剛
動物学のエキスパートの男性。しばしばオネエ口調。有名な遺伝子工学者である妹のエイミーがいる。小さい頃から細々としたことを言うので妹からは「こまごまちゃん」と呼ばれている。デザインはレッド公。
セレナ博士（セレナはかせ）
声 - 木村香央里
植物学のエキスパートの女性。料理を作ることが好きだが壊滅的（跳ねるミートボール、重いケーキなど）で上手ではない。博士同様、蜘蛛が苦手。デザインはサファイア。
OT2（オーティーツー）
声 - 川上彩
ラボに常設されたミッションの詳細を説明する高性能アナライズAI。丁寧だがやや尊大で英語交じりの口調で喋る。40話ではバックアップデータが女性の姿をして登場した。
ヒョウタンツギ
量子次元に住んでおり、世界を監視する。原典よりも幼く可愛くデザインされている本作の手塚キャラの中でも、かなり「可愛い」寄りのデザインとなっている。正体不明で、お茶の水博士によるとミッションゲートを作ったら自然に現れたらしい。テレパシーを使って他のヒョウタンツギと会話をしている。いつも自分達のことを追いかけるアトニャンのことをあまり快く思っていない。23話ではヒョウタンツギの世界が登場した。風邪を引いたような症状が出て弱り、自分達の世界を救ってほしいとアトム達に助けを求めた。
モーリス
モグラ。ブランド博士の相棒。

### ゲストキャラクター
ファンダンゴ博士
声 - 東地宏樹
9話と36話に登場。フルネームは「フィニアス・ファンダンゴ」。
かつて天才科学者だったが、あることがきっかけで捻くれてしまう。機械音痴。古い博物館からの妨害電波を飛ばして携帯の電波を妨害して世界中をパニックに陥らせた。チームアトムを罠にはめて博物館に閉じ込め、お茶の水研究所に侵入してOT2にコンピューターウイルスを注入しようとしたが、母親から電話が来て油断していた所を後から追ってきたアトム達に野望を阻止される。スズから携帯の留守電の録音メッセージの聞き方を教えてもらい改心した。
36話はチームファンダンゴというチームを作りチームアトムに対抗して救助活動をしようとしたが空回りで赤っ恥と失態を犯し泣き出す。実は自分達が目立つ為にマスコミを呼んでわざと潜水艇を壊して事故をでっち上げたことが判明し、白状した。泣き虫で母親には頭が上がらない模様。
　マツコとウメコ

10話に登場。お茶の水博士の2人の姉。どちらも世話好きで弟のことを溺愛している。弟の孫であるスズにも甘い。ペットに凶暴なチワワを飼っている。
ヒゲオヤジ
声 - 石住昭彦
12話に登場。とある学校の先生として登場したが、明確にヒゲオヤジである事を言ってはいない。
エレガント

桜の花飾りを付けたヒョウタンツギの女の子。アトムとスズに対しては好感的だが、いつも自分達ヒョウタンツギを追いかけるアトニャンのことをあまり快く思っておらず「イタズラニャンコ」と呼んでいる。23話でセレナ博士のセリフから名前が出てきた。
デアデビル

左の顔が水色でつぎはぎがあるヒョウタンツギの男の子。アトムとスズに対しては好感的だが、いつも自分達ヒョウタンツギを追いかけるアトニャンのことをあまり快く思っておらず攻撃的で返り討ちにしていることが多い。35話でスズのセリフから名前が出てきた。
ファンファンボーイ

36話に登場。ファンダンゴ博士が作った100万馬力のパワーを持つロボット。カラーリングは白と金。アトムに似ているが羽のような髪型が特徴。キザで自惚れ屋。常に髪型を気にしており、よく整えている。必殺技はマジックパンチマシーン。腕にはドライヤー機能も付いている。アトム曰く「変な髪型のカッコつけボーイ」。
ファンドッグ

36話に登場。ファンダンゴ博士が作った子犬のロボット。カラーリングは黄色。尻尾で空を飛ぶ所はアトニャンと同じ。骨が大好物の他、仕草と習性が本物の犬と同じ。よく放尿する。
ファンファンレディー
声 - 井上明子
ファンダンゴの母親。亀の甲より年の功で豊富なアイディアが武器。デジタルとコンピューターに頼る若者のことを快く思っていない。お茶ノ水博士に一目惚れし彼を誘惑しようとする（お茶ノ水博士本人からは嫌がられている）。カラーリングは紫。潜水艇救出のミッション終了後は、お茶ノ水博士をデートに誘い研究所から連れ去ってしまう。初登場は第9話だが、息子の携帯電話の留守番電話の録音メッセージの声のみ。第36話で本人が直接登場した。
ミスターハムエッグ
声 - 青山穣
37話に登場。ロボットサーカス団の団長。自分のサーカスで働いていた古いお手伝いロボット達が持っていたリモコンでコントロールができなくなってしまい町で暴れて困っていたところをチームアトムに助けを求める。ロボット達を捨ててサーカス団を壊してゲームセンターに変えようとしていたが、最後はたくさんのお手伝いが必要と言うアトムの提案（アイディア）でロボット達を捨てずにゲームセンターは大好評となり解決した。モデルはハム・エッグ。
ウラン
声 - 釘宮理恵
37話に登場。ハムエッグの娘。父がお手伝いロボット達を捨ててサーカス団をゲームセンターにするという話を聞いて彼らを逃がそうとリモコンで周波数を変えたが、ロボット達を外に出してしまう。アトニャンのことを気に入り自分のペットにしようとしていた（話の最後でアトニャンはウランが飽きるまでペットにされ預けられた）。デザインはアトムの妹・ウランだが、この作品ではロボットではなく人間の女の子である。
お手伝いロボット達
37話に登場。サーカス団に所属していた複数のロボット。執事、お茶入れのメイド、野球選手、お掃除、両手がチェーンソーの種類がいる。ハムエッグに捨てられそうになりそうだったが自分達を逃がそうとしていたウランによってリモコンで周波数を変えられて町中を暴れまわっていた。リモコンでコントロールができなくなったのは、お茶の水博士によるとロボット達のAIが勝手に進化して周波数が変ったとのこと。最後は捨てられずにゲームセンターで働くことになった。
クモンチュラ
37話に登場。ハムエッグのサーカス団の一員である大きなクモ型ロボット。糸を吐く。お手玉(ジャグリング)が得意。お茶の水博士、スズ、ハムエッグをサーカス小屋に捕らえるが、アトムの周波数が合い和解した。暴れていた理由は、ただパフォーマンスを観てほしかっただけだった。
アトラス
声 - 皆川純子
40話に登場。ゲームデータに偽装したトロイの木馬を使ってラボのコンピュータに侵入した人工知能。ラボを乗っ取り最強のロボットの肉体を作ろうとするも、コンピュータに接続したチームアトムに撃退される。デザイン元は人工知能がテレビアニメ第2作のアトラス（少年型）、ラボの機械を使い製作した最強ロボットはアトラス（青年型）を無骨にしたデザインになっている。
ママ
声 - 大原さやか
40話に登場。ラボのコンピュータのマザーボードの女神。コンピュータに接続したチームアトムをOT2のバックアップデータの元へ導いた。デザイン元はテレビアニメ第2作のリビアン（修理後）。

## 各話リスト
| 話数 | サブタイトル                     | 放送日 （TXN）       |
| ---- | -------------------------------- | -------------------- |
| 1    | イチかバチかのミツバチミッション | 2019年 10月3日       |
| 2    | ザラおばあちゃんの願い           | 10月10日             |
| 3    | ギャラクシー・ミートボール       | 10月17日             |
| 4    | ミニロボ・アドベンチャー         | 10月24日             |
| 5    | はらぺこグマとビーバーのダム     | 10月31日             |
| 6    | アチアチ・アトニャン             | 11月7日              |
| 7    | オペラハウスのふしぎな音         | 11月14日             |
| 8    | 迷子のクジラ                     | 11月21日             |
| 9    | ファンダンゴ博士の野望           | 11月28日             |
| 10   | チームアトムは名探偵             | 12月5日              |
| 11   | ミクロの世界へGO！               | 12月12日             |
| 12   | スモッグをふっとばせ！           | 12月19日             |
| 13   | 南極救出ミッション               | 12月26日             |
| 14   | ライオンはともだち？             | 2020年 1月9日        |
| 15   | 砂嵐と対決                       | 1月16日              |
| 16   | 深海のかいじゅう                 | 1月23日              |
| 17   | みどり色の湖                     | 1月30日              |
| 18   | 暗闇をぬけだせ！                 | 2月6日               |
| 19   | オーマイベイビー                 | 2月13日              |
| 20   | ガスにご注意                     | 2月20日              |
| 21   | 万事解決ガラクタン               | 2月27日              |
| 22   | 竜巻に立ち向かえ                 | 3月5日               |
| 23   | ヒョウタンツギの世界             | 3月12日              |
| 24   | 本能には逆らえないっ！           | 3月19日              |
| 25   | プリズムロード                   | 3月26日              |
| 26   | ふたつのお月さま                 | 4月2日               |
| 27   | ドロドロパニック!?               | 4月9日               |
| 28   | あぶないニオイ                   | 4月16日              |
| 29   | 恐怖の昆虫アイランド             | 4月23日              |
| 30   | シロサイにご用心                 | 4月30日              |
| 31   | キングアトニャン                 | 5月7日               |
| 32   | フュージョン博士の危険な実験     | 5月14日              |
| 33   | 大雪ゴロゴロ                     | 5月21日              |
| 34   | カビカビ大騒動！                 | 6月4日               |
| 35   | 最高の誕生日                     | 6月11日              |
| 36   | 最強のチームはどっちだ           | 6月18日              |
| 37   | ロボットの反乱!?                 | 6月25日              |
| 38   | 炎のヒーロー                     | 7月2日               |
| 39   | 嵐からの救出                     | 7月9日               |
| 40   | OT2を救え！                      | 7月16日              |
| 41   | パチパチハイタッチ               | 7月23日              |
| 42   | 消えた魚のナゾ                   | 7月30日              |
| 43   | 海にゴミを捨てないで             | 8月6日               |
| 44   | 化石大発見！                     | 8月13日              |
| 45   | ビリビリ・アトニャン             | 8月20日              |
| 46   | ブルーナイト・エクスプレス       | 8月27日              |
| 47   | サイフォン大作戦                 | 9月3日               |
| 48   | おサルの温泉                     | 9月10日              |
| 49   | 怒ったカラスたち                 | 9月17日              |
| 50   | おおかみ男のWow Wow              | 9月24日              |
| 51   | 太陽風に挑め！                   | 10月1日              |
| 52   | 高いところへ逃げて！             | 未放送 dアニメで配信 |

## 制作スタッフ
- 原作 - 手塚治虫[3]
- 企画 - 手塚プロダクション[3]
- セリフ翻訳 - 赤尾でこ[3]、小山真[3]、若松遼[3]
- 音響監督 - 大浦伸浩
- サウンドミキサー - 鎌田真后
- 制作 - 長澤和典、浦郷洋、小島岳志、佐久間瞳、宮谷理子
- 翻訳 - エミュース インターナショナル
- 制作サポート - 三木恵子、廣瀬淳子
- サウンドスタジオ - Planet Movie
- ビデオ編集 - 伊藤栄梨、石原由梨香
- 日本語版制作 - IMAGICA Lab.
- 音楽協力 - テレビ東京ミュージック
- 宣伝 - 川崎あやね、大江繭子（テレビ東京）
- 協力 - 鈴木良美、敦賀谷信幸、東博子、岡崎茂、安宅聡美、影山知央、志賀広美、蔣珺、日高海、深沢友里子
- アソシエイトプロデューサー - 井尻峻介
- プログラムマネージャー - 宮崎和寛（テレビ東京）
- プロデューサー - 柿崎真吾、村松紗也子（テレビ東京）
- 日本語版製作 - 電通、テレビ東京

## 主題歌
オープニングテーマ「ASTRO BOY 〜GO！GO！アトム〜」
DOBERMAN INFINITYによるオープニングテーマ。作詞はKUBO-C GS P-CHO SWAY KAZUKI、作曲はGeek Boy Al SwettenhamとLDH music & publishing。
エンディングテーマ「終わらない世界」（第1話 - 第25話）
転校少女*によるオープニングテーマ。作詞はhina&SHINO、作曲は17とKAY、編曲はKAYとCROWN GOLD / NIPPON CROWN。
エンディングテーマ「ズッ友Heart Beats！」（第26話 - 第51話）
Girls²によるエンディングテーマ。作詞・作曲・編曲はMotokiyo（ソニー・ミュージックレーベルズ）。

## 放送局
| 放送期間                                                                         | 放送時間           | 放送局             | 対象地域       | 備考   |
| -------------------------------------------------------------------------------- | ------------------ | ------------------ | -------------- | ------ |
| 2019年10月3日 - 2020年10月1日                                                    | 木曜 18:10 - 18:25 | テレビ東京         | 関東広域圏     | 製作局 |
|                                                                                  |                    | テレビ北海道       | 北海道         |        |
|                                                                                  |                    | テレビ愛知         | 愛知県         |        |
|                                                                                  |                    | テレビ大阪         | 大阪府         |        |
|                                                                                  |                    | テレビせとうち     | 岡山県・香川県 |        |
|                                                                                  |                    | テレQ              | 福岡県         |        |
| 2020年3月14日 - 2021年3月6日                                                     | 土曜 11:15 - 11:30 | キッズステーション | CS放送         |        |
| キッズステーション除く全局『プリスクタイム』枠で、『エッグカー』とのセット放送。 |                    |                    |                |        |

ネット配信は、本放送中の期間は本放送終了後、YouTubeの「テレビ東京 公式チャンネル」にて随時開始されていく。